# Hammered (álbum)
Hammered (Martillado) es el decimosexto álbum de estudio de la banda británica de rock Motörhead. Fue lanzado al mercado en 2002, la edición limitada incluye un CD extra que incluye un adelanto del DVD 25 & Alive Boneshaker.
"The Game" fue escrita por el compositor de la WWE Jim Johnston como entrada para el luchador Triple H. Motörhead ha tocado la canción en directo en dos eventos de WrestleMania, WrestleMania X-Seven y WrestleMania 21.

## Lista de canciones
- Todas las canciones compuestas por Lemmy, Phil Campbell, y Mikkey Dee, excepto donde se indique lo contrario.

1. "Walk a Crooked Mile" – 5:53
2. "Down the Line" – 4:23
3. "Brave New World" – 4:03
4. "Voices from the War" – 4:28
5. "Mine All Mine" – 4:12
6. "Shut Your Mouth" – 4:08
7. "Kill the World" – 3:39
8. "Dr. Love" – 3:49
9. "No Remorse" – 5:18
10. "Red Raw" – 4:04
11. "Serial Killer" (Lemmy) – 1:45

Pistas adicionales:
1. "The Game" (Jim Johnston) – 3:30
2. "Overnight Sensation [Directo]" – 4:16

Edición limitada (Disco 2)
1. "Shoot You in the Back" (Grabado en directo en el Wacken Open Air 2001) (Eddie Clarke, Lemmy, Phil Taylor) – 2:52
2. "R.A.M.O.N.E.S." (Grabado en directo en el Wacken Open Air 2001) (Campbell, Würzel, Lemmy, Taylor) – 1:35
3. "The Game" (Jim Johnston) – 3:31

- También incluye un mpeg de 16 minutos: "25 & Alive Boneshaker" (Adelanto del DVD)

## Créditos
- Lemmy – bajo, voz
- Phil Campbell – guitarra
- Mikkey Dee – batería
  - Triple H - Voz en "Serial Killer"
  - Dizzy Reed - Piano en "Mine all Mine"
  - Joe Petagno – Portada